# Calliphora atripalpis
Calliphora atripalpis är en tvåvingeart som beskrevs av Malloch 1935. Calliphora atripalpis ingår i släktet Calliphora och familjen spyflugor. Inga underarter finns listade i Catalogue of Life.